# Marie Cabel
Marie Cabel, all'anagrafe Marie-Josèphe Dreulette (Liegi, 31 gennaio 1827 – Maisons-Laffitte, 23 maggio 1885) è stata un soprano di coloratura belga.

## Biografia
Figlia di un ufficiale napoleonico, fu notata da Pauline Viardot durante l'infanzia e studiò canto con Bouillon nella natia Liegi e poi a Bruxelles con Ferdinand Cabel e Louis-Joseph Cabel. Dopo aver sposato e divorziato da Georges Cabel, fratello del suo insegnante di canto, continuò a perfezionarsi al Conservatoire national supérieur de musique et de danse de Paris e nel 1848 esordì a Parigi. L'anno successivo cantò all'Opéra-Comique come Georgette ne La val d'Andorre e come Athénaïs in Les mousquetaires de la reine.
Dopo alcuni anni di gavetta a Bruxelles, Strasburgo e Ginevra, fu scoperta da Jules Seveste a Lione e ingaggiata per il Théâtre Lyrique di Parigi per la stagione 1853/54, dove divenne la prima interprete del ruolo di Toinon ne Le bijou perdu di Adolphe Adam. Nell'estate 1854 esordì a Londra, in scena al St James' Theatre, cantando ne Le bijou perdu e nei ruoli di Marie ne La figlia del reggimento e Catarina ne Les diamants de la Couronne, ottenendo il plauso della critica londinese. Tornata a Parigi nell'autunno del 1854 tornò a cantare al Théâtre Lyrique, ora diretto da Émile Perrin dopo la morte di Seveste. Qui cantò in un'altra opera di Adam, Le muletier, in cui il ruolo di Elvire era stato scritto appositamente per lei. L'anno dopo cantò nella prima assoluta dell'opera Jaguarita L'indienne di Fromental Halévy.
Alla fine del 1855 seguì Perrin all'Opéra-Comique, dove cantò il ruolo dell'eponima protagonista nella prima assoluta di Manon Lescaut di Daniel Auber, che scrisse per lei l'aria "Éclat de rire". Qui cantò anche ne L'étoile du nord – deludendo però le aspettative di Giacomo Meyerbeer – e cantò come Sylvia in occasione della prima assoluta di Le carnaval de Venise di Ambroise Thomas (1857), cantando anche nelle prime di La bacchante di Eugène Gautier (1858), di Le pardon de Ploermel (1859) nel ruolo di Dinorah, di Le chateau trompette di François-Auguste Gevaert (1860) nel ruolo di Lise e di Zilda di Friedrich von Flotow (1866). Il 17 novembre 1866 fu la prima interprete del ruolo di Philine in occasione della prima mondiale di Mignon e Thomas scrisse l'aria "Je suis Titania la blonde" su richiesta della stessa Cabel. Quindici mesi dopo cantò nella sua ultima prima, quella de Le premier jour de bonheur di Auber, nel ruolo di Hélène.
Nel 1871 tenne una serie di concerti a Londra, mentre tra il maggio e il luglio 1872 cantò regolarmente all'Opera-Comique londinese a Westminster, dove si esibì ne La figlia del reggimento, La dame blanche e L'ambassadrice. Afflita da disturbi mentali, si ritirò dalle scene nel 1877 e trascorse i suoi ultimi anni in un ospedale psichiatrico.